# 强归曲德寺
强归曲德寺，位于西藏自治区日喀则市白朗县者下乡普村，是一座藏传佛教女尼的寺院。

## 简介
强归曲德寺是位于西藏自治区日喀则市白朗县者下乡普村的一座藏传佛教寺院。
2013年，强归曲德寺公路工程正在施工中，同时进行的还有白朗县洛江镇查吉热寺公路工程。